# Daniil Bartchenkov
Daniil Gavrilovitch Bartchenkov (russe : Даниил Гаврилович Барченков), est un aviateur soviétique, né le 17 décembre 1917 et décédé le 30 mai 1953. Pilote de chasse et As de la Seconde Guerre mondiale, il fut distingué par le titre de Héros de l'Union soviétique.

## Carrière
Daniil Bartchenkov est né le 17 décembre 1917 à Golochevka (Голошевка), dans l'actuelle oblast de Smolensk. Il s'engagea dans l'Armée rouge en 1938, avant d'être breveté pilote au collège militaire de l'Air d'Odessa.
Il ne rejoignit le front qu'en 1943 et fut muté au 897e régiment de chasse aérien (897.IAP), unité faisant partie du troisième front ukrainien. Il effectua 230 missions, sur chasseur Yak-1 et Yak-9, avant la fin janvier 1945.
À l'issue du conflit il demeura dans l'armée et prit le commandement d'un IAP, en tant que lieutenant-colonel (podpolkovnik) en 1948. Il est décédé dans un accident aérien le 30 mai 1953.

## Palmarès et décorations

### Tableau de chasse
Tomas Polak et Christopher Shores le créditent de 16 victoires homologuées, obtenues au cours de 230 missions de guerre.
Selon les historiens russes, il serait crédité de 21 victoires homologuées, toutes individuelles, obtenues au cours de 286 missions et 52 combats aériens.

### Décorations
- Héros de l'Union soviétique le 29 juin 1945 (médaille no 6895) ;
- Ordre de Lénine ;
- Trois fois titulaire de l'ordre du Drapeau rouge ;
- Ordre d'Alexandre Nevski ;
- Ordre de l'Étoile rouge.